# 史黛西·瑞安
斯泰西·瑞安（英語：Stacey Ryan，2000年8月18日—），加拿大歌手及词曲作家。在2022年1月，她发布了单曲醉了別給我發短訊的片段并要求用户完成歌词，从而最初引起了公众的关注。她的随后单曲Fall in Love Alone在2022年告示牌排行榜上名列前茅。她目前已与小島唱片（Island Records）签约。她于2023年4月7日发行了她的首张EP我不知道什么是爱。